# Caleb Clarke
Caleb Daniel Clarke (Auckland, 29 de marzo de 1999) es un rugbista neozelandés que se desempeña como wing y juega para los Blues del Súper Rugby. Es internacional con los All Blacks desde 2020.

## Biografía
Es un neozelandés de primera generación, ya que su padre es samoano. Es hijo de Eroni Clarke, quien también representó a los All Blacks en los años 1990.
Destacó jugando en la secundaria y por ello fue aceptado en la academia del Auckland a los 16 años.

## Carrera
Jugando para Auckland, equipo del National Provincial Championship, debutó en la temporada 2017.

### Súper Rugby
Sus buenas actuaciones lo hicieron contratar profesionalmente con los Blues, una de las franquicias del Súper Rugby. En 2019 el nuevo entrenador en jefe, Leon MacDonald, lo alineó como titular indiscutido.
Debido a la pandemia de COVID-19 que interrumpió la temporada, fue seleccionado al equipo de la Isla Norte y enfrentó a la Isla Sur; en una inesperada edición del histórico enfrentamiento.

## Selección nacional
Representó a los Baby Blacks en 2017 y 2018, resultando campeón mundial en Georgia 2017 y ganando el Oceania Rugby Junior Championship ambas veces.
Fue seleccionado para los All Blacks Sevens en 2018 y disputó aquella temporada de la Serie Mundial de Seven.

### All Blacks
Estando en su mejor nivel, Ian Foster lo convocó a la selección absoluta para disputar la Copa Bledisloe 2020 y debutó en la prueba inicial ante los Wallabies. Su gran desempeño le aseguró un lugar para el Torneo de las Tres Naciones 2020.
Luego de que George Bridge se lesionara, Clarke le ganó la titularidad a Sevu Reece. Anotó su primer try, en la histórica primera derrota ante los Pumas.

## Palmarés
- Campeón de The Rugby Championship de 2020, 2021 y 2022.
- Campeón del Súper Rugby Trans-Tasman 2021.
- Campeón del National Provincial Championship de 2018.